# Charles Francis Adams, jr.
Charles Francis Adams (junior),  född 27 maj 1835, död 20 mars 1915, var en amerikansk finansman och historiker. Han var son till Charles Francis Adams (senior).
Adams var först advokat och deltog som officer på nordsidan i amerikanska inbördeskriget samt erhöll vid sitt avsked brigadgenerals grad. Han ägnade sig sedan åt järnvägsdrift och var 1884–1890 president för Union Pacific Railroad.
Bland hans skrifter märks, förutom en biografi över hans far, Railroads, their origin and problems (1878) och Massachusetts, its historians and its history (1893).